# Yacimiento arqueológico de la Vega Baja de Toledo
El yacimiento arqueológico de la Vega Baja de Toledo es un yacimiento arqueológico con restos romanos, visigóticos y medievales situado en Toledo (España)

## Evolución histórica: hallazgos
Es conocido de antiguo el valor arqueológico de esta zona de Toledo, con abundante documentación que ha sido recientemente refundida en una publicación (Maquedano y otros, 2000: Nuevas aportaciones al conocimiento de las necrópolis medievales de la Vega Baja de Toledo, 1.ª y 2.ª parte, publicadas respectivamente en los n.º 9 y 10 de la Revista Tulaytula) en la que se resume el conjunto de intervenciones llevadas a cabo en esta zona desde finales del siglo XVI hasta la actualidad, alimentándose con sus hallazgos los fondos de diversas colecciones privadas y del Museo de Santa Cruz.
Entre ellas encontramos algunas de las más antiguas llevadas a cabo en la ciudad, como las efectuadas a fines del siglo XVI por el canónigo D. Tomás de Borja, o por Lorenzana y Fabián antes de 1761 (Maroto, 1991:128).
En época posterior Juan de Moraleda y Esteban cita el hallazgo (en la zona próxima al edificio de la actual Consejería de Vivienda y Urbanismo) de una importante tumba, fabricada con ladrillos, y un sepulcro, aparentemente visigodos, cuando se realizaban obras en el vivero -en el extremo noroccidental de este mismo solar-, en 1918 y 1921, apareciendo nuevos restos de tumbas, sin que podamos precisar su tipología, al hacer obras de cimentación en muros y zona sur del campo de fútbol de la Fábrica de Armas, durante los años 50 del pasado siglo (Rojas, 2001).
Otros restos, localizados en un área genéricamente denominada Vega Baja (Aragoneses: 1958; Revuelta: 1986), nos indican la riqueza arqueológica de esta zona toledana, que se complementa con las numerosas noticias que hacen referencia a la ocupación histórica de este espacio periurbano como área de huertas, con un poblamiento disperso, incidiendo en la existencia de edificaciones singulares, como podría ser el monasterio de San Pedro el Verde, posiblemente de origen visigodo si recordamos la noticia que ofrece Pisa referente a que en las proximidades de esta iglesia, existente todavía a principios del siglo XVIII, se hallaron ruinas y cimientos viejos de vara y media de ancho, piedras sillares, mármoles blancos, y debajo de tierra conductos por donde viene el agua a este sitio, y a otras muchas cosas (Pisa, 1976); referencia recogida por autores posteriores como Martín Gamero, S. Ramón Parro, P. Madoz, y, más recientemente, J. Porres.

## Intervención arqueológica
Desde época muy reciente la actividad constructiva se ha visto acompañada por una sistemática aplicación del procedimiento de actuación arqueológica que está originando el mejor conocimiento del fenómeno histórico de ocupación de esta zona de la ciudad; el primer caso se dio en la apertura de sondeos arqueológicos en la zona donde se preveía instalar el aulario universitario (entre la Fábrica de Armas y el Poblado Obrero, en 1995), donde se documentaron abundantes estructuras correspondientes a edificaciones visigodas, cuya ubicación permitía exponer la hipótesis de existencia de urbanismo tardorromano/visigodo en esta zona.
Durante el otoño de 2001, en los terrenos que limitan con la calle de San Pedro el Verde, se documentaron

abundantes estructuras de basurero....... y una considerable cantidad de distintos tipos de cimientos y bases de muros de mampostería trabada con barro, en su mayor parte pertenecientes a edificios de viviendas (Rojas, 2001)

, que parecen responder a una prolongación del hábitat descrito en el párrafo anterior y que, dada la entidad de los restos, podría corresponderse con la basílica pretoriense de San Pedro y San Pablo, donde se celebraron los Concilios de Toledo.
Todas estas noticias y hallazgos nos llevan a valorar la existencia de un área importante de hábitat y ocupación histórica en la zona septentrional del peñón toledano; lógica, por otra parte, si consideramos que es el núcleo natural de cualquier expansión urbanística de la ciudad hacia la llanura por sus propias condiciones topográficas.
Hasta el momento se conocía la existencia de un poblamiento romano altoimperial (siglo I) prolongado en el tiempo, conformado tanto por el Circo Romano como por otra serie de edificaciones lúdicas (un posible teatro o templo que pudiera haber estado junto al actual edificio escolar de la Avda. de la Reconquista) y habitacionales (la propia villa de la que formaría parte el mosaico de tema marino encontrado en la Fábrica de Armas), asociado a una vía de comunicación y a un área cementerial (hallazgo de diversas tumbas en la zona de las viviendas militares) que, a grandes rasgos, se pueden ubicar en la avenida anteriormente citada.
En menor medida se tenía conocimiento de la pervivencia de este asentamiento en época tardoantigua y medieval, por una parte con la existencia de algún monasterio visigodo del que tenemos constancia en fuentes documentales, por otra mediante la reutilización de las estructuras circenses como necrópolis y área de trabajo alfarero, y, aunque algo más alejados, por la constatación de la existencia de una edificación de época hispanovisigoda y una torre-alquería islámica documentadas al llevar a cabo las obras de la variante de Toledo.
En el espacio concreto que estamos describiendo, en relación con el proyecto urbanizador de la Unidad de Actuación n.º 1 de la Vega Baja de Toledo, y en cumplimiento del artículo 21 de la Ley de Patrimonio Histórico de Castilla-La Mancha, se han venido desarrollando, una serie de intervenciones arqueológicas desde el año 2001, guiadas por un protocolo común de actuación, en las que se ha constatado la existencia de un importante yacimiento arqueológico con restos desde época romana hasta la Alta Edad Media.
Las primeras intervenciones en la Vega Baja, en las que ya se detectó la presencia de un potente yacimiento de época visigoda, asociadas a una revisión de los textos que hacían referencia a la existencia de un complejo palatino in suburbio toletano (textualmente: En la zona situada inmediatamente debajo de la ciudad de Toledo), han hecho valorar la existencia de este poblamiento, en directa concordancia con la ocupación visigoda de la zona extramuros de la ciudad romana, que se prolongaría en las primeras décadas de ocupación musulmana.
Como se ha señalado repetidamente en los últimos tiempos, la elección de una ciudad que no era capital de provincia romana por parte de los visigodos para instalar allí su corte, debió fundamentarse por una serie de motivos diferentes que pasaban tanto por sus condiciones geográficas (dominio de las rutas principales en la zona central de la península), sociales (menor entidad de una importante nobleza hispanorromana que en otras ciudades) y religiosas (fundamentalmente el auge del cristianismo en nuestra ciudad).
Al mismo tiempo la organización topográfica de la ciudad debió de producir una generalización de un urbanismo nuevo, ocupándose por parte de la nueva población las áreas «suburbanas» que hasta el momento habrían tenido sólo una funcionalidad lúdica (circo y posible teatro), residencial (villae), cementerial, o puramente agropecuaria.

## Conservación
El yacimiento ha sido poco excavado, y en 2019 diversas asociaciones culturales (entre ellas la misma Dirección General de Patrimonio del Ministerio de Cultura) alertaron del peligro que supone la creciente urbanización de la zona.